# Стаљинов култ личности
Култ личности Јосифа Стаљина постао је истакнути део Совјетске културе у децембру 1929. године, након раскошне прославе за 50. рођендан Стаљина. За остатак Стаљинове владавине, совјетске новине су Стаљина представиле као свемоћног, свезнајућег вођу, са Стаљиновим именом и сликама које су се појављивале свуда. Од 1936. совјетско новинарство почело је говорити о Јосифу Стаљину као Оцу нација.

## Стаљинов имиџ у пропаганди и масовним медијима
Совјетске новине су непрестано хвалиле Стаљина, описујући га као "Великог", "Вољеног", "Храброг", "Мудрог", "Инспиратора" и "Генија". Представљали су га као брижну, али снажну очинску личност, са совјетском популацијом као својом "децом". Интеракције између Стаљина и деце постале су кључни елемент култа личности. Стаљин је често учествовао у публицизованом давању поклона којим је пружао размене са совјетском децом из различитих етничких група. Почев од 1935. године, фраза "Хвала вам драги друже Стаљине за срећно детињство!" појавиле су се изнад врата у узгајалиштима, сиротиштима и школама; деца су такође певала његов слоган на фестивалима.
Говори су описали Стаљина као "наш најбољи колективни радник", "најбољи од најбољих" и "наша драга, наша водећа звезда". Имиџ Стаљина као оца био је један од начина на који су совјетски пропагандисти тежили да инкорпорирају традиционалне религијске симболе и језик у култ личности; титула "оца" сада је пре свега припадала Стаљину, за разлику од руских православних свештеника. Култ личности усвојио је и хришћанске традиције процесије и оданости иконама употребом стаљинистичких парада и слика. Поновним стављањем различитих аспеката религије у култ личности, новинари су се надали да ће оданост пребацити из цркве и према Стаљину.
У почетку, штампа је такође имала за циљ да покаже директну везу између Стаљина и обичних људи; новине су често објављивале колективна писма фармера или индустријских радника који хвале вођу, као и приказе и песме о сусрету са Стаљином. Убрзо након Октобарске револуције године Иван Товстукха је саставио биографски одељак са Стаљином за руски Енциклопедијски речник Граната. Иако је већина описа Стаљинове каријере била веома украшена, публика је стекла толику наклоност да су издали памфлет од четрнаест страна по имену Јосиф Висарионович Стаљин: Кратка биографија са тиражом од 50.000. Међутим, ове врсте рачуна су се смањиле након Другог светског рата; Стаљин се повукао из јавног живота, а штампа је почела да се усредсређује на удаљени контакт (тј. Рачуне о примању телеграма од Стаљина или гледања лидера издалека).
Други истакнути део Стаљинове слике у масовним медијима била је његова блиска веза са Владимиром Лењином. Совјетска штампа је тврдила да је Стаљин био Лењинов стални пратилац док је он био жив, и да је тако Стаљин блиско пратио Лењинова учења да би могао наставити Бољшевичко наслеђе након Лењинове смрти. Стаљин је жестоко бранио исправност Лењинових ставова у јавности и тиме је Стаљин имплицирао да је као верни следбеник лењинизма, његово властито вођство слично беспрекорно.
Лењин није желео да га Стаљин наследи, тврдећи да је "друг Стаљин сувише непристојан" и сугеришући да странка пронађе некога "стрпљивијег, лојалнијег, љубазнијег". Стаљин није у потпуности успео потиснути Лењинов завет сугеришући да други уклоне Стаљина са његове позиције као вођа комунистичке партије. Међутим, неки попут историчара Стивена Коткина су тврдили да су те изјаве Лењина заправо биле фалсификати, да нису биле написане или потписане од стране Лењина, већ су наводно биле изговорене и записане. По речима В. Сахарова, датуми на овим наводно фалсификованим деловима такође су у супротности са датумима у дневницима Лењинових секретара и лекара. Коткин тврди да су лидери партије, и Стаљин и његови противници знали да су ови сегменти фалсификовани и због тога нису имали много утицаја, а Стаљин није смењен са своје позиције иако је понудио да се повуче. Стаљин није оспоравао вредност фалсификованог сегмента, већ га је претворио у пропагандно оружје против својих непријатеља. Наводно фалсификована секција га је назвала "превише непристојним"; у одговору Стаљин је признао и извинио се због своје грубости, али је рекао да не може да не буде груб према онима који штете партији. Лењинова сестра Марија је такође бранила Стаљина од његових противника у погледу његовог пријатељства са Лењином. Касније је чак и Лењинова супруга Н. Крупскаиа дошла до Стаљинове одбране, упркос томе што је раније била присталица Зиновјева.
После Лењинове смрти, 500.000 примерака фотографије Лењина и Стаљина, очигледно разговарајући као пријатељи на клупи, појавило се широм Совјетског Савеза. Пре 1932. године, већина совјетских пропагандних плаката су заједно приказивали Лењина и Стаљина. Ова пропаганда је прихваћена од стране Стаљина, који је оговорио ову везу у говору пролетерима, тврдећи да је Лењин "велики учитељ пролетера свих народа" и да се потом идентификује са пролетерима по сродности као заједнички Лењинови ученици. Међутим, на крају су се ове две фигуре спојиле у совјетској штампи; Стаљин је постао оличење Лењина. У почетку, штампа је приписивала било какав и сваки успех унутар Совјетског Савеза мудром вођству Лењина и Стаљина, али је на крају сам Стаљин постао прокламовани узрок совјетског благостања.

## Други прикази преданости
Стаљин је постао фокус књижевности, поезије, музике, слика и филма који су показивали побожну оданост. Пример је А. В. Авиденкова “Химна Стаљину”:
Хвала, Стаљине. Хвала вам, јер сам радостан. Хвала вам, јер сам добро. Без обзира колико сам стар, никада нећу заборавити како смо примили Стаљина пре два дана. Векови ће проћи, а генерације које тек долазе ће нас сматрати најсрећнијим смртницима, као најсрећнијим људима, јер смо живели у веку векова, јер смо имали привилегију да видимо Стаљина, нашег надахнутог вођу… Све припада, шефу наше велике земље. А када ми жена коју волим представи дете, прва реч коју ће изговорити биће: ”Стаљин”...
Бројне слике и статуе Стаљина красиле су јавна места. 1955. године у Прагу је изграђен џиновски споменик посвећен Стаљину и стајао је до 1962. године. Кип је био поклон Стаљину за шездесет девети рођендан из Прага како би се обележила "Особност господина Стаљина, углавном из његових идеолошких особина". Након пет година стварања, масивни споменик од 17.000 тона који приказује Стаљина коначно је откривен јавности, са групом пролетерских радника на челу. Стаљинистичка уметност се појавила и приватно, почевши од почетка 1930-их, укључујући и многе куће које су "Стаљинове собе" посвећивали вођи приказујући његов портрет. Иако то није била званична униформа, лидери партија широм Совјетског Савеза опонашали су уобичајну одећу диктатора од тамнозелене јакне, јахаћих панталона, чизама и капе како би доказали своју оданост.
Појава култа довела је и до преименовања: бројни градови и села су преименовани по совјетском вођи. “Стаљинова награда” и “Стаљинова награда за мир” су такође названи у његову част, и он је прихватио неколико грандиозних наслова (нпр. "Отац народа", "Градитељ социјализма", "Архитекта комунизма", "Вођа прогресивне човечности" и други).
Култ је достигао нове нивое током Другог светског рата, са Стаљиновим именом укљученим у нову Совјетску националну химну.

## Стаљин и млади
Један од начина на који се Стаљинов култ проширио био је Комсомол „Ал Унион Лењинистичка Коминистичка Лига Омладине" у Совјетској Русији, створена је 1918. године. Године ових омладинаца су се кретале од 9 до 28 година, што се чинило погодним инстурментом за преобликовање чланова и идеологије Совјетског Савеза. Ова организација је створена да подигне следећу генерацију у тип социјалиста које је Стаљин замислио. Бити део ове организације било је корисно за учеснике, јер су били фаворизовани у односу на нечланове када је реч о добијању стипендија и послова. Као и већина омладинских клубова фокусирали су се на образовање и здравље својих чланова, уз спортске и физичке активности. Они су се такође фокусирали на понашање и карактер своје омладине. Деца су охрабривана да одбаце свакога ко није поштовао вредности социјалиста. Случајеви лагања и варања на школском дворишту, резултирали су „суђењем у учионици“. Стаљин је желео да најбоље превлада у његовом имиџу будућег Совјетског Савеза, тако да је спровео декрет којим ће се казнити малолетничка деликвенција како би се осигурало да су „добре јабуке“ оне које поплочавају пут његовом идеалном друштву.
Организације као што је Комсомол нису биле једини утицаји на децу у то време. Цртаћи као што је Глас странца Ивана Иванова- Вана, појачале су идеју Совјетске културе приказивањем страног мишљења и обичаја као нежељеног и чудног. Деца ће свирати своју верзију „Каубоја и Индијанаца“ као „Црвено и Бело“ са децом која се боре да играју главне партијске лидере као што је Стаљин.

## Илузија једногласне подршке
Култ личности је првенствено постојао међу совјетским масама; није било експлицитне манифестације култа међу члановима Политбироа и другим високим партијским званичницима. Међутим, страх од маргинализације изазвао је понекад оклевање опозиционара да искрено изразе своја гледишта. Ова атмосфера самоцензуре створила је илузију неспорне владине подршке Стаљину, а та уочена подршка додатно је подстакла култ за Совјетску популацију. Секретеријат политбироа и коминтерне (Е. Ц. Ц. И) такође је оставио утисак да су једногласни у његовим одлукама, мада то често није био случај. Многи високи лидери у Политбироу као што су Жданов и Кганович, понекад се нису слагали са Стаљином. Нису сви Стаљинови предлози усвојени, али то није било познато људима изван партијског руководства. Руководство партије је расправљало о разним алтернативама, али су се увек представљали као монолитни јавном свету како би изгледали јаче, веродостојније и уједињеније. Међу руководством се о сматрало коректном Лењинистичком праксом, будући да је Лењинистички организацијски принцип демоктраског централизма обезбедио „слободу расправе“, али је захтевао „јединство деловања“ након што одлука буде донета. Мањина је сматрала да је њихова дужност да се покоравају вољи већине,a и сам Стаљин је то практиковао када је губио глас.

## Стаљиново мишљење о његовом култу
Оно што је Стаљин мислио о култу који га окружује је нејасно. Као и Лењин, Стаљин је поступао скромно у јавности. Чон Гунтхер 1940. године је описао пристојност и добре манире посетиоцима „Најмоћнијег слободног човека на свету“. 1930-их Стаљин је одржао неколико говора који су умањили значај појединих вођа и омаловажавали култ који се око њега формирао сликајући тако култ попут не-бољшевика; уместо тога он је нагласио значај ширих друштвених снага. Стаљинове јавне акције као да су подржавале његов презир према култу; Стаљин је често уређивао извештаје о пријемима у Кремљу, смањивао аплауз и похвале и додавао аплауз другим совјетским лидерима. Влатер Дуранти је изјавио да је Стаљин у нацрту интервјуа њега као диктатора од „Наследника Лењинове лозе“ уредио фразу до „Верни Лењинов слуга“. Поред тога Стаљин је 1936, забранио преименовање места по њему.
Гунтхер је међутим приметио да је Стаљин „дозволио и охрабрио сопствено виртуално обожавање.... Обожавање њега је Византија“. Диктатор је лако могао да заустави обожавање, али то није учинио зато што „он зна да Руси разумеју господара. Или можда он воли њих“. Плакат из 1934. године изашао је са „Заставом Маркс – Енглес – Лењин - Стаљин“ и тада је Стаљин изоставио своје име на постеру. Ипак до 1938. године, Стаљин је био више него задовољан са заставом са његовим именом. У неким Мемоарима чак је и Молотов тврдио да се Стаљин одупирао овом „култу личности“ али је убрзо постао задовољан.
Стаљин је у извесној мери прихватио посвећеност Совјетског народа њему као оличењу партије, али је обесхрабрио сваки инетерес за његов приватни и породични живот и открио само ограничене личне податке. Он се ретко појављивао у јавности или се састајао са амбасадорима, јер са од 1940. године састао само са седам страних новинара за формалне интервјуе у 20 година, а током првог петогодишњег плана није имао говора или јавних наступа 18 месеци. Фински комуниста Арво Туоминен пријавио је саркастичну здравицу коју је Стаљин предложио на новогодишњој забави 1935. Године у којој је рекао „Другови! Желим да наздравим нашем патријарху, животу и сунцу, ослободиоцу народа, архитекти социјализма (изгубио је сва именовања примењена за њега у тим данима) – Јосиф Висарионовић Стаљин, и ја се надам да је то први и последњи говор направљен том генију ове вечери “

## Приче о детињству Стаљина
Дана 16. фебруара 1938. године, након објављивања књиге под називом "Стаљинове приче", издавачки одбор је позван да повуче књигу, као што је Стаљин тврде да је књига пример претераног обожавања хероја који је уздигао његову замисао идеалистичке пропорције. Стаљин је са преговорима говорио о том претеривању, изражавајући забринутост да идеолопоклонство није замена за ригорозну бољу лекцију, и могло би се погрешно протумачити као кривица за Бољшевизам од стране деснице Совјетском Савезу. Тачније, он је написао:
Ја сам апсолутно против објављивања "Прича о детињству Стаљина". Књига обилује мноштвом нетачних чињеница и измена, претеривања и незаслужених похвала. Неки писци аматери, писци који нису превише вешти (можда искрени невешти писци) довели су аутора у заблуду. То је штета за аутора, али чињеница остаје чињеница. Али то није важно. Важно је то што књига има тенденцију да у умове совјетске деце (и људи уопште) урезује култ личности лидера, непогрешивих хероја. То је опасно и штетно. Теорија "хероја" и "гомиле" није бољшевичка, већ теорија СР. Јунаци чине људе, претварају их у гомиле у људе, тако кажу СР. Људи стварају хероје, тако Бољшевици одговарају СР-има. Књига носи воду на ветрењачу СР-а. Без обзира која је књига која доводи воду до ветрењача СР, ова књига ће се утопити у нашем заједничком, бољшевичком узроку. Предлажем да спалимо ову књигу.
 Тачнији приказ његовог детињства и достигнућа се налазе у многим другим областима књижевности и жанра.

## Крај култа и де-Стаљинизација
Дестаљинизација је био процес политичких реформи који су се десили након Стаљинове смрти, током којих је већина акција Јосипа Стаљина које су биле на снази током његове владавине, сада била осуђена и реформисана. Фебруар 1956. године био је почетак разарања његовог имиџа, водства и социјалистичке законитости под палицом Никите Хрушчова на 20. Конгресу странке. Промене и последице су одвијале око политике, уметности и књижевности, економског подручја, до друштвене структуре.
Његова смрт и дестабилизација његовог иконичког водства представљали су шансу за нове реформе и промене његовог режима који су у њего време били на снази и под његовом злокобном контролом. Држао је под кључем све што се објављује, шта се пропагира, које су промене у влади и економији- све до сада постало доступно. Са контролом коју је Стаљин држао и коју је преносио на владу, усвојена је и методологија. Тако је добијен резултат- систем колективног водства. Тај резултат је оставио Никиту Хрушчову, Лаврентију Берију, Николају Булганину, Георгију Маленкову, Вјачеслава Молотова и Лазару Кагановича као члану тог одбора. Процес де-стаљинизације убрзо је ступио на снагу, након што је Хрушчов ступио у акцију, и представио се као супротна личност у влади. То је касније омогућило боље везе са Западом у будућности.
Након Стаљинове смрти, документ Никите Хрушчова из 1956. године "Тајни говор" двадесетог конгреса партије славно је осудио Стаљинов култ личности, говорећи: "Недопустиво је и страно духу марксизма-лењинизма да уздигне једну особу, да је претвори у супермена наднаравних карактеристика сличне онима које има бог  Тајни говор "је иницирао политичку реформу познату као" превазилажење / откривање културе личности ", касније названу де-стаљинизација, која је настојала искоренити Стаљинов утицај на совјетско друштво. То је такође и наука људи да покажу слободу да се јавно побуне у Пољској и Мађарској. Ове промене неизбежно су суочиле с противљењем. Чак и након што је изгубио наклоност према Стаљину за време његовог руководства, на себи и даље залагао за сопствени режим и противио се де-стаљинизацији и критиковао нови владајући одбор. Мао Зедонг је још један од комунистичких лидерима који је иницијално подржао борбу против „култа појединца“ критиковао је Хрушчова као опортунисту који је само покушао да нападне Стаљиново водство и политику како би примио нове различите политике, које би се у стаљинској ери сматрале анти-марксистичким ревизионизмом.
Де-сталинизација се и даље одвијала педесет година касније. Међутим, приметно, није значило да је крај у традиционалној улози и пракси којим је руководство дошло, монополизованим правилом. Након Крусхчевљевог покушаја да осуди Стаљиново култно наслеђе, дошло је још једног таласа и облика дестаљинизације. Овај пут није било осуде или ослобађања од његовог наслеђа. Друга кампања има за циљ потпуно реструктурирање Совјетског Савеза, ангажовање јавних бирача да уклоне комунизам и окончавање Совјетског Савеза. Ова друга кампања је осудила не само Стаљина и његов култ, већ и друге следбенике на власти и на крају покушала да усвоји западни демократски систем уместо традиционалног тоталитарног система. Ипак, покушај се није одржао по плану јер се под Путином вратило и централизовано моногамно правило. Овим неуспелим покушајем повратак култа био је искључиво фокусиран на висину Стаљиновог руководства, пораз немачких нациста . Током овог периода, Русија је изгубила своју улогу глобалне супер моћи. Враћање чувеног Стаљиновог наслеђа натраг у земљу поставило је базу за поновно рођење симболичке улоге коју је Стаљин имао на врхунцу свог наслеђа. Трећи талас, како се звао, имао је циљ да редефинише стаљинизам и обележи жртве његовог тоталитарног режима, фокусирајући се првенствено на политичке и друштвене везе у целини. У учионицама широм земље, ученици су сада подучавани из модерног уџбеника који је написао Алекандер Филипов, који утеловљује Стаљина као једноставно ефикасног вођу који је имао несретну одговорност да прибегне екстремним мерама како би осигурао и вратио Русију на своју водећу улогу на глобалној лестивици . Дошло је до осећаја рехабилитације за Стаљиново наслеђе и нове управљачке праксе које омогућавају већу слободу у веровањима, како културним тако и политичким. Кроз ову нову праксу, постоји слободнији приступ да је и грађанима дозвољено да изражава осуђујуће ставове према Стаљиновом водству, као и да исповедају став који је про-Стаљин.
Приметно је да око једне трећине становништва у Русији и даље гледа на Стаљина као вођу вредног дивљења, док остали осуђују његове немилосрдне злочине.